# Солодухин, Сергей Фёдорович
Сергей Фёдорович Солодухин (18 августа 1949, Ленинград, СССР — 18 июля 1999, там же) — советский хоккеист, нападающий, мастер спорта СССР. Брат Вячеслава Солодухина-старшего, отец Вячеслава Солодухина-младшего. Всю карьеру, с 1966 по 1977 год, провёл в составе ленинградского СКА.

## Биография
Родился 18 августа 1949 года в рабочей семье. Отец — Фёдор Герасимович и мать — Елена Алексеевна трудились на теплично-парниковом комбинате. Глава семьи был кузнецом, подковывал лошадей. С тринадцати лет Сергей Солодухин играл в хоккей, выступал за команду местного мясокомбината.
С 1966 по 1977 год был игроком основного состава ленинградского СКА. В чемпионатах СССР провел 322 матча, забросил 123 шайбы. Выступал под номером 12. Выступал за юношескую сборную СССР. В 1969 году сыграл 3 матча в составе национальной сборной СССР на турнире Приз «Известий».
После завершения карьеры игрока работал экспедитором на Ленинградском мясокомбинате. Сергей Солодухин умер 18 июля 1999 года от рака лёгких.
Похоронен на Ново-Волковском кладбище рядом с братом Вячеславом.

## Достижения
- Победитель турнира на призы газеты «Известия» (в составе сборной СССР) — 1969[1].
- Бронзовый призёр чемпионата СССР — 1971[1].
- Финалист Кубка СССР (2) — 1968, 1971[1].
- Обладатель Кубка Шпенглера (2) — 1970, 1971[4].
- Победитель Спартакиады дружественных армий (в составе сборной Вооружённых сил СССР) — 1975[5]
- Чемпион Европы среди юниоров — 1967
- Серебряный призёр чемпионата Европы среди юниоров (Финляндия) — 1968
- Обладатель Кубка Бухареста — 1968[6]

## Память
15 января 2004 года Сергей Солодухин был введён в Галерею славы хоккейного клуба СКА. Штандарт с его портретом и номером 12, под которым он играл в СКА, поднят под своды Ледового дворца в Санкт-Петербурге.